# Conrad Portas
Conrad Portas Burcet (Sant Feliu de Guíxols, Gerona , 26 de noviembre de 1901 — Barcelona, 28 de enero de 1987) fue un futbolista español de la década de 1920 y 1930.

## Trayectoria
Conrad Portas se formó en el Ateneu Deportiu Guíxols, equipo de su ciudad natal, desde 1914 como infantil, pasando más tarde al primer equipo. En julio de 1925 ficha por el R. C. D. Español y estuvo en el club hasta la temporada 1930-31, cuando fichó en febrero de 1931 por el F. C. Barcelona. Formó una gran línea defensiva con Ricardo Zamora en la portería y Ricardo Saprissa a su lado.
Se proclama campeón de la Copa del Rey en 1929, aunque no pudo jugar la final por una lesión. Esa temporada también fue Campeón de Cataluña. Durante la Guerra Civil y por falta de efectivos vuelve al Español, junto con otros veteranos como Manuel Cros.

## Selección nacional
Fue dos veces internacional absoluto, el primer partido el 17 de abril de 1927 en Santander frente a Suiza y el segundo el 22 de abril de 1928 en Gijón frente a Italia.

## Palmarés
R. C. D. Español
- Campeonato de Cataluña de fútbol: 1
  - 1928-29
- Copa del Rey: 1
  - 1928-29